# Chauliops nigrescens
Chauliops nigrescens är en insektsart som beskrevs av William Lucas Distant 1909. Chauliops nigrescens ingår i släktet Chauliops och familjen Malcidae. Inga underarter finns listade i Catalogue of Life.